# محمد الشيرازي
السيد محمد بن السيد مهدي بن حبيب الله الحسيني الشيرازي (31 أغسطس 1928 / 15 ربيع الأول 1347 - 17 ديسمبر 2001 / 2 شوال 1422) هو أحد مراجع الدين الشيعة المعروفين في العراق وإيران. ينتمي إلى أسرة «الشيرازي» وهو النجل الأكبر للمرجع مهدي بن حبيب الله الشيرازي، والأخ الأكبر للمرجع الحالي صادق الحسيني الشيرازي، وينتسب لهذه الأسرة بعض رجال الدين المعروفين والمشهورين كمحمد حسن الشيرازي قائد ثورة التبغ المشهورة ضدّ البريطانيين في إيران، وكذلك محمد تقي الشيرازي قائد ثورة العشرين في العراق. والاخ الاكبر للسيد حسن الشيرازي، والسيد صادق الشيرازي.والسيد مجتبى الشيرازي وتلامذتة المشهورين كثيرون منهم السيد محمد تقي المدرسي السيد صادق الشيرازي السيد هادي المدرسي السيد محمد رضا الشيرازي الشيخ عبد الكريم الحائري السيد محمد باقر الفالي السيد حسين الفالي الشيخ فاضل الصفار الشيخ عبد الحسين الصالحي
بدأ بتأليف (موسوعة الفقه) وهو في الخامسة والعشرين، ووصل تصنيفها إلى حوالي 165 مجلد.

## ولادته ونشأته
ولد  عام 1347هـ في النجف. وفي التاسعة من عمره هاجر إلى كربلاء مع والده مهدي بن حبيب الله الشيرازي، وكان أستاذه الأول في العلوم الدينية والمعارف الإسلامية ورباه تربيةً صحيحة تُضرب بها الأمثال، وعاش في حضانته إلى أن بلغ، وأسس في كربلاء مؤسسات وهيئات وكان له دور وأثر في حوزتها، وفي الرابعة والأربعين هاجر من كربلاء إلى الكويت أثر ضغوط الحكومة البعثية بقيادة صدام حسين المحاربة لرجال الدين، حيث أقام بها حسينيات وهيئات ومدارس دينية وجعل فيها أنتشارًا للشيعة، ثم في عام 1399هـ هاجر منها إلى قم وهو في الثانية والخمسين من عمره حيث أقام بها مرجعيته وأعلنها للعلن.

 محمد الشيرازي مع والده في كربلاء عام 1372هـ.

 محمد الشيرازي مع مرتضى القزويني ونجله الأكبر محمد رضا الحسيني الشيرازي في ستينيات القرن الماضي.

 محمد الشيرازي يؤم المصلين في العتبة الحسينية في آواخر أيامه في كربلاء.
 صورة واضحة له في أيام شبابه.

وتُبَث العديد من فعاليات الحسينية عبر قناة الأنوار.

## المرجعية
شهد له الكثيرون من كبار المجتهدين وأهل الخبرة بمرجعيته إرجاعا أو ترجيحا أو بنحو الأولوية أو بأعلميته وسعة إطلاعه وقوة باعه منهم:
- آية الله العظمى السيد الفاطمي الأبهري
- آية الله العظمى السيد عبد الله الشبستري
- آية الله العظمى السيد محمد علي الطباطبائي
- آية الله الشيخ مرتضى الأردكاني
- آية الله الحاج ميرزا علي الغروي العلياري
- آية الله السيد رضي الدين الشيرازي
- آية الله الشيخ حسن سعيد
- آية الله السيد علي الرئيسي الكركاني
- آية الله الشيخ أختر عباس النجفي
- آية الله الشيخ حسين البرقي
- آية الله السيد حسين العلوي الخراساني
- آية الله نصرالله الشبستري
- آية الله الشيخ إبراهيم المشكيني
- آية الله الشيخ محمد الهجري
- آية الله العظمى الشيخ يحيى النوري
- آية الله الشيخ محمد حسين اللنكراني
- آية الله الشيخ هاشم الصالحي
- آية الله الشيخ مهدي الحائري الطهراني
- آية الله السيد محمد كاظم المدرسي
- أحمد الموسوي الفالي.
- آية الله الشيخ أحمد الباياني
- آية الله السيد حميد الحسن
- محمد كاظم القزويني.
- آية الله الشيخ أبو القاسم الروحاني.
- مرتضى القزويني.
- أحمد الإمامي الأصفهاني.
- آية الله الشيخ محمد علي الفاضلي
- آية الله السيد محمد علي العالمي البلخابي
- آية الله الشيخ مهدي فقيه إيماني

كما نفى اجتهاده كبار مراجع الحوزة العلمية في النجف وعدد من الأساتذة والمحققين منهم:
السيد الخوئي
الشيخ مرتضى آل ياسين
السيد الشاهرودي
الشيخ يوسف الخراساني الحائري(استاذه)

## إنجازاته العلمية
- قام بتأليف موسوعة في (الفقه) وفي ثنايا موسوعة الفقه طرح كتباً تميز بها لطرحها لأول مرة ألا وهي (فقه الحقوق)، (فقه القانون)، (فقه السياسة) (فقه الاقتصاد)، (فقه الاجتماع)، (فقه الدولة الإسلامية) وكتب أخرى بشكل عام.
- ألف كتاب (القواعد الفقهية) وتطرق إلى بعض القواعد التي لم يتطرق لها غيره.
- تميز بكثرة ذكر الآراء الفقهية المختلفة ومناقشتها، وكثرة ذكر الأدلة التي استندت إليها الأقوال، والاستناد إلى الكثير من الآيات في تأكيد استنباط حكم شرعي أو استنباط لحكم شرعي مستحدث مما لم يسبقه إليه أحد، وكذلك كثرة النقض والإبرام مع المحققين، وإلمامه بالفقه المقارن.
- وقد تطرقت موسوعته الفقهية للعديد من المباحث والعلوم المستجدة وتميزت بتفصيلها للمباحث المذكورة وبيان كثير من الأشباه والنظائر.
- قام بمباحثة الفقه ثم بتدريسه ومراجعته من أوله إلى آخره ـ بدءاً من التبصرة حتى درس الخارج ـ أكثر من أربعين مرة
- بالإضافة إلى مباحثة السيد محمد الشيرازي كتاب بحار الأنوار وهو كتاب جامع للكثير من المسائل المتنوعة، وكذلك كتاب الوسائل وقد قام بتأليف كتاب تحت اسم (موسوعة الوسائل ومستدركاتها) وكان في أربعين مجلداً، إلى جانب إطلاعه على كثير من الكتب التاريخية المحتوية على جوانب ترتبط بالبحث الفقهي، وكذلك مختلف كتب الحديث على كثرتها ومراجعتها دائما.
- كثرة مزاولته للعربية في النحو والصرف واللغة وعلوم المعاني والبيان والبديع وحفظه متن كتاب المطول الذي هو إمام في البلاغة والأدب وكتابته كتباً في العلوم الثلاثة، وحفظه للنصوص الدينية من القرآن والروايات والأدعية والأشعار العربية ومختلف كلمات العرب، ونموه في بيئة عربية وهو يساعد كثيرا على فهم النصوص القرآنية والروائية بشكل أفضل.

كما أظهر الدقة في البحث من خلال كتابه (فقه البيع) والذي كان من خمسة مجلدات و (فقه المكاسب المحرمة) وكان من جزئين و (فقه الخيارات) من جزئين و (فقه التجارة) و (كتاب الأصول) من ثمانية أجزاء، وقد لوحظت القوة العلمية فيه من خلال بحثه خارج الفقه والأصول، الذي تميز به بفسح المجال الواسع لطرح الإشكالات العلمية في الدرس والإجابة عليها، بما يقنع الطرف المقابل برحابة صدر وقد أصبحت بعض كتبه العلمية كالأصول والفقه وشرحه على المكاسب والكفاية والرسائل مرجعا علميا كبيرا للعلماء والأساتذة والطلاب.

## التأليف
كتب الشيرازي أكثر من ألف كتاب، في الدين والسياسة والتاريخ والاجتماع والاقتصاد والقرآن واللغة العربية وآدابها، ومواضيع أخرى.
واشتهر بتأليفه موسوعة الفقه، وقد تجاوزت عدد مجلداتها مائة وخمسين مجلداً، مما يجعلها أكبر موسوعة فقهية لدى الشيعة.
يذكر ابنه محمد رضا في كتابه خواطر عن السيد الوالد: (كان الفقيد يعتقد بأهمية التأليف ويرى أنه قاعدة مهمة من قواعد النهضة الحضارية. وكان ينتهز كل فرصلة للتأليف. كما كان يحرض الآخرين على ذلك)، ويقول محمد حسين الصغير في كتاب انفجار الحقيقة: (السيد الشيرازي منذ شبابه الأول حتى شيخوخته الفتية، وفي ستين عاماً من عمره المبارك، كان حريصاً على التأليف، مؤثراً له على سواه من الأعمال).
ويكمل الصغير (ويمكنني مع الضغط الشديد والضوء المعمق تصنيف مؤلفات السيد الشيرازي إلى ثلاثة مجاميع رئيسية)، حيث يصنف مؤلفات الشيرازي لثلاثة أصناف هي:
- المادة التخصصية في التشريع وتشتمل على علم الحديث والسنّة والفقه والأصول، وتضم بين دفتيها مباحث الرواية والدراية وتصنيف الرواة حديثاً، وعلى مباحث العبادات جميعاً والمعاملات والعقود والإيقاعات والدّيات والقصاص والمواريث فقهاً، وعلى مباحث الألفاظ والأصول العلمية أصولاً، وفيها كل ما يتصل بحياة الاجتهاد والاستنباط والنظر العقلي والتدقيق في أدلة الأحكام ومعالم البحث العالي الخارج.
- كتب الاحتجاج والمناظرات والمقالات الإسلامية في «الدفاع عن ثوابت الإسلام وأصول مبدأ أهل البيت وجذوره»، وحياة العقل الإنساني في الفطرة من ينابيعها الأولى، والتعريف بحياة التشريع نظرية وتطبيقاً، والتعريف بالإمامية بمختلف أطاريحها فكراً ونظاماً وعقائد وأصولاً ونظريات وفلسفة، ونصوصاً ظاهرة.
- كتب الثقافة الإسلامية: وهي مجموعة كبرى من المؤلفات «الهادفة» كبيرة وصغيرة ومتوسطة في الحجم، روعي في تأليفها التيسير والتبسيط ووضوح العبارة وحداثة الأسلوب.[6]

## المؤسسات
وقد اهتم الشيرازي بالمؤسسات الدينية والإنسانية، فأسس عشرات المساجد والحسينيات والمدارس والمكتبات ودور النشر وصناديق الإقراض الخيري والمستوصفات، كما وقد أسس وكلاؤه ومقلدوه وأنصاره ـ بتشويقه وتخطيطه ورعايته ـ كثيراً من المشاريع الإسلامية والإنسانية في كثير من بقاع العالم كان منها إنكلترا وكندا وأمريكا والهند والباكستان وأستراليا ودول الخليج وإيران والعراق وغيرها.
وقد أولى الشيرازي الراحل الحوزات العلمية اهتماماً بالغا، فأسس المدارس الدينية في إيران والعراق والكويت وسورية وغيرها، كما ساهم في بناء وتجديد عشرات المدارس الدينية، ودعم مختلف الحوزات العلمية، كما وأجرى المرتبات الشهرية للحوزات وعلماء الدين في إيران وسورية والهند والباكستان وأفغانستان، وعدد من بلاد الخليج وغيرها.
وقد حظيت الحوزة العلمية في منطقة السيدة زينب منذ تأسيسها على يد أخيه حسن الحسيني الشيرازي عام 1395 هـ ـ برعاية ودعم الشيرازي وهي حوزة تضم الكثير من العلماء والمدرسين والمبلغين ورجال الدين من مختلف الجنسيات.
| المؤسسة                           | البلد                         |
| --------------------------------- | ----------------------------- |
| حوزة الرسول الأعظم                | قم، إيران                     |
| حسينية الرسول الأعظم              | بنيد القار، الكويت            |
| حسينية الرسول الأعظم              | شيراز، إيران                  |
| الحسينية الكربلائية               | الأهواز، إيران                |
| الحسينية الكربلائية               | أصفهان، إيران                 |
| مستوصف وليّ الله الخيري            | طهران، إيران                  |
| مستشفى ومستوصف سيد الشهداء الخيري | طهران، إيران                  |
| دار المهدي والقرآن الحكيم         | أصفهان، إيران                 |
| هيئة بيت العباس                   | أصفهان، إيران                 |
| حسينية دار الجوادين               | يزد، إيران                    |
| مدرسة الإمام الرضا                | مشهد، إيران                   |
| مجمع العسكريين                    | مشهد، إيران                   |
| حسينية محبو الأئمة                | مشهد، إيران                   |
| مسجد الإمام الرضا                 | قم، إيران                     |
| مستوصف خدمة أهل البيت             | قم، إيران                     |
| مؤسسة الرسول الأكرم الثقافية      | قم، إيران                     |
| مؤسسة الإمام الهادي               | قم، إيران                     |
| مستوصف سيد الشهداء الخيري         | دمشق، سوريا                   |
| دار العلوم                        | بيروت، لبنان                  |
| مؤسسة الرسول الأعظم               | كربلاء، العراق                |
| مدرسة ابن فهد الحلي               | كربلاء، العراق                |
| حسينية الرسول الأعظم              | دبي، الإمارات العربية المتحدة |
| حسينية الرسول الأعظم              | لندن، المملكة المتحدة         |
| حسينية الإمام المجتبى             | ستوكهولم، السويد              |
| حسينية الإمام الصادق              | كوبنهاغن، الدنمارك            |

|-
|مركز الرسول الاعظم (ص) الإسلامي||واشنطن،قالب:علم امريكا |}

## كتب أُلفت عنه
أُلفت عدد من الكتب والدراسات حوله وحول حياته ومنهجه العلمي ومؤلفاته، ومن هذه الكتب:
- خواطر عن السيد الوالد. ألفه أكبر أنجاله وهو آية الله محمد رضا. وهو يمثل ترجمة بسيطة لوالده، طبع مع كتابي «والدي» و«هكذا كان أبي» في كتاب عندما يتحدث الأبناء.[7][8]
- انفجار الحقيقة. هذا الكتاب اقتطاع لفصل من فصول كتاب «قادة الفكر الإسلامي» لمؤلفه محمد حسين الصغير، وهو الفصل المختص بمحمد الشيرازي.[9]
- دراسات في فكر الإمام الشيرازي. هو كتاب من تأليف إياد موسى محمود، ويمثل الكتاب دراسة فكر ومنهج محمد الشيرازي ويسلط الأضواء على مسائل ناقشها وتعتبر من أسس علم بناء الدولة في العصر الحديث، حيث إن المشروع الحضاري الذي يقدمه لنهضة الأمة المنشودة يقوم مرتكزاً على ترسيخ الخطوات التغييرية ورفع مستوى المجتمع لأداء الوظائف السياسية التي على السلطة المركزية واجب تنفيذها وتحقيقها عبر جميع الطرق والأساليب المنسجمة مع الشريعة والصلاحية التي تتمتع بها الدولة الإسلامية، وهذا ما استفاد منه بكل تأكيد كثير من علماء السياسة المعاصرين ومنهم مفكرو الغرب، إذ أثبت الكتاب بالأدلة والمواثيق أنهم أخذوا من الفكر الشيرازي واستفادوا من أطروحاته. والمؤلف قدم رسالته الضخمة المتعددة الفصول بصورة محايدة تماماً ويرى أن من واجب الواجبات اليوم أن يهتم المسلمون بتراث المرجع الديني «محمد الحسيني الشيرازي» وغيره من العلماء لأنهم يمثلون حسب تعبيره «ضمير الأمة ويعبرون عنها ويقودونها نحو الخير والصلاح والتقدم».[10]

## عائلته
ينتمي لعائلة آل الشيرازي، وهي أسرة شيعية برز منها عدد كبير من رجال الدين في العراق، وإيران. ومن مشاهير هذه العائلة محمد تقي الشيرازي (قائد ثورة العشرين في العراق)، ومحمد حسن الشيرازي (قائد ثورة التبغ في إيران). وهو ابن المرجع مهدي بن حبيب الله الشيرازي.
محمد الشيرازي هو أحد ستة أشقاء وهو أكبرهم، وأشقائه على الترتيب علي، وحسن، وحسين، وصادق، ومجتبى. وقد توفي اثنان منهم في صغرهما وهما علي وحسين.
وله ستة أبناء وكلهم من علماء الدين، وهم على الترتيب: محمد رضا، ومرتضى، وجعفر، ومهدي، ومحمد علي، ومحمد حسين.

## وصلات خارجية
- موقعه الرسمي باللغة العربية.
- تقرير قناة الجزيرة حول الشيرازي على يوتيوب

### كتب
- دراسات في فكر الإمام الشيرازي. إياد موسى محمود، طبع واشنطن - الولايات المتحدة الأمريكية، عام 2003 م، منشورات منظمة المسلم الحر.
- المجدد الشيرازي الثاني.. تحول في التأريخ الإسلامي. محمد سعيد المخزومي، طبع بيروت - لبنان، عام 2003 م، منشورات دار العلوم للتحقيق والطباعة والنشر.
- معالم مرجعية الإمام الشيرازي في القطيف. جهاد الخنيزي، طبع بيروت - لبنان، عام 2002 م، منشورات دار العلوم للتحقيق والطباعة والنشر.

## إشارات مرجعية
1. ↑  "الفصل الاول : الامام الشيرازي شخصية وتاريخ". www.alshirazi.com. مؤرشف من الأصل في 2016-11-09. اطلع عليه بتاريخ 2019-04-22.
2. ↑  "أضواء على حياة الامام الشيرازي-الفصل الاول-النشأة والهجرة والأساتذة". مؤرشف من الأصل في 2016-11-09. اطلع عليه بتاريخ 2021-05-10.
3. ↑  "الإمام الشيرازي في سطور". مؤرشف من الأصل في 2020-02-24. اطلع عليه بتاريخ 2021-05-10.
4. ↑  عندما يتحدث الأبناء. ص65.
5. ↑  انفجار الحقيقة. محمد حسين الصغير. ص100.
6. ↑  انفجار الحقيقة. محمد حسين الصغير. ص101-102-103-104.
7. ↑  تقرير موقع «دار العلوم» عن كتاب عندما يتحدث الأبناء daraloloum.com [وصلة مكسورة] نسخة محفوظة 04 مارس 2016 على موقع واي باك مشين.
8. ↑  تقرير موقع «الشيرازي نت» عن كتاب عندما يتحدث الأبناء alshirazi.net نسخة محفوظة 14 فبراير 2014 على موقع واي باك مشين.
9. ↑  تقرير عن كتاب «انفجار الحقيقة» من موقع الشيرازي نت alshirazi.net نسخة محفوظة 14 فبراير 2014 على موقع واي باك مشين.
10. ↑  صفحة كتاب «دراسات في فكر الإمام الشيرازي» في موقع نيل وفرات كوم neelwafurat.com نسخة محفوظة 26 يوليو 2010 على موقع واي باك مشين.
11. ↑  كتاب عندما يتحدث الأبناء. دار العلوم - بيروت. ص36.